# 韋爾薩河 (塔納羅河支流)

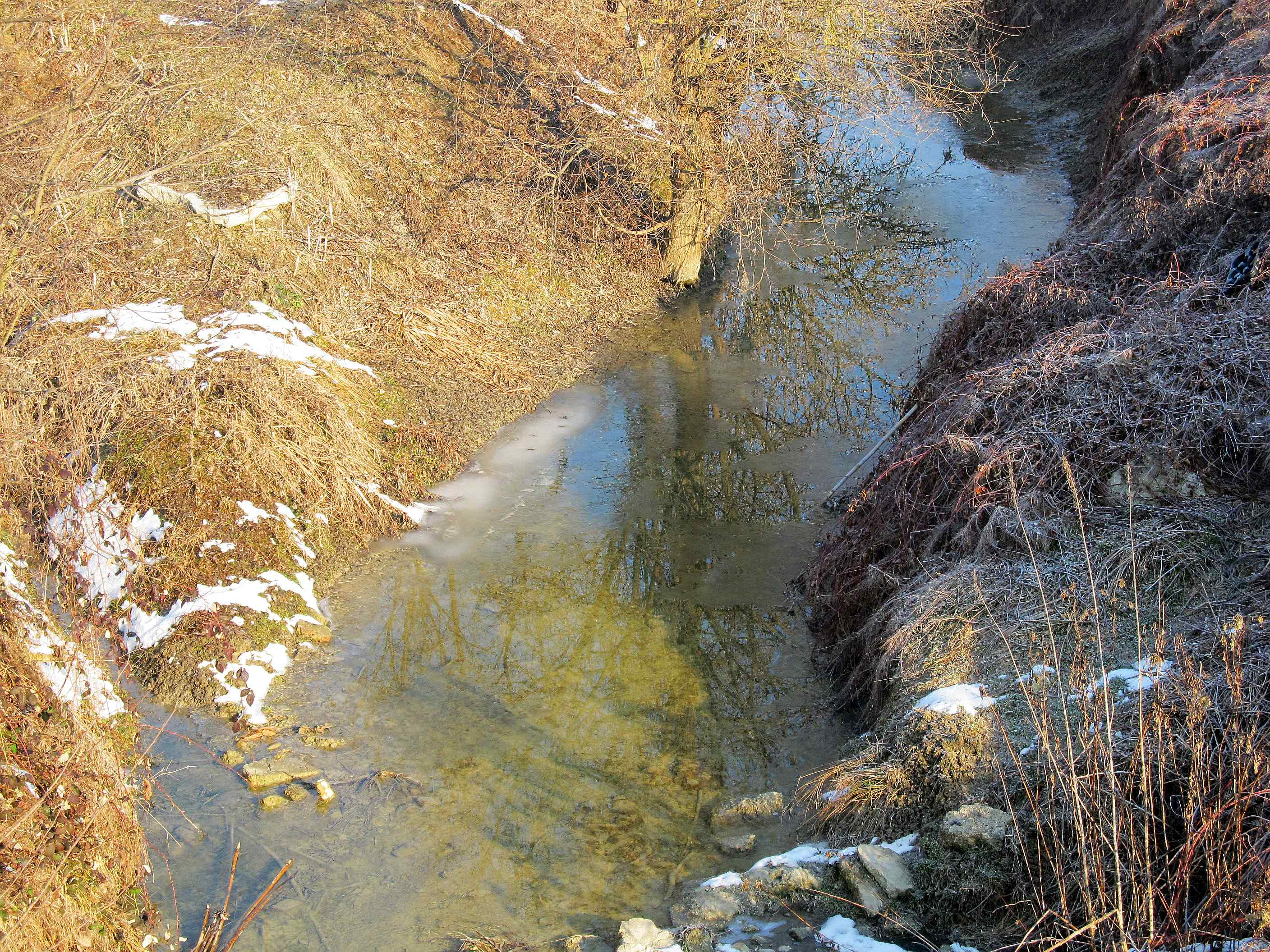

韋爾薩河是意大利的河流，位於該國西北部阿斯蒂省，屬於塔納羅河的支流，河道全長35公里，流域面積200平方公里，平均流量每秒3.5立方米，發源自科科納托附近。
44°53′19″N 8°16′10″E / 44.88861°N 8.26944°E